# Hans Kuhn (Radsportler)
Hans Kuhn (* 6. November 1948 in Ahlen) ist ein ehemaliger deutscher Radrennfahrer, pensionierter Schulleiter und Moderator.

## Leben
Er wuchs in Fröndenberg/Ruhr auf, studierte für das Lehramt an der Technischen Universität Dortmund, an der er einige Jahre einen Lehrauftrag im Fachbereich Sport hatte. Neben Jürgen Kißner an der Sporthochschule Köln und Rüdiger Rabenstein an Uni Münster war er einer der ersten, die den Radsport in der Universitätsausbildung etablierten. Anschließend unterrichtete er als Lehrer und leitete von 1989 bis 2014 als Rektor die Liedbachschule Unna, eine städtische Grundschule im Vorort Unna-Billmerich.
Seit 1984 ist Kuhn Vorsitzender des RSV Unna, der durch seine Großveranstaltungen (Osterrennen durch den Kreis Unna oder die Radnacht mit den Profi-Weltstars in der Innenstadt von Unna mit je 30.000 Zuschauern) und seine erfolgreichen Sportler (Weltmeisterin Charlotte Becker, Weltmeister Lucas Liß) zu den bedeutendsten deutschen Radsportvereinen zählt. Seit 1979 ist er als Moderator in allen Bereichen des öffentlichen Lebens in Fröndenberg und Unna aktiv und besonders als Rennsprecher im Radsport in allen Disziplinen, wie etwa beim Start des Giro d’Italia 2002 in Münster und bei den UCI-Straßen-Weltmeisterschaften 2007 in Stuttgart.

## Sportliche Laufbahn
Hans Kuhn legte sich früh auf das Mannschaftszeitfahren als bevorzugte Radsportdisziplin fest und gewann schon im Alter von 20 Jahren den Deutschlandpokal in Rekordzeit mit dem deutschen Nationalvierer zusammen mit Algis Oleknavicius, Dieter Leitner und Jürgen Tschan. In der gleichen Besetzung belegte der Vierer 1969 den achten Platz bei den Straßenweltmeisterschaften in Brünn in der damaligen CSSR. Hans Kuhn wurde 1971 deutscher Meister mit dem Straßenvierer des PSV Köln zusammen mit Dieter Leitner, Josef Flachs und Dieter Koslar. Im Gegensatz zu Rennfahrern seiner Generation, wie Klaus-Peter Thaler oder Dietrich Thurau, wechselte er nicht ins Profilager und blieb bis zum Ende der Rennfahrerlaufbahn im Jahr 1976 Amateur.

## Erfolge
1971
- Deutscher Amateur-Meister – Mannschaftszeitfahren (mit Dieter Leitner, Josef Flachs und Dieter Koslar)